# قائمة زملاء الجمعية الملكية المنتخبين في 1967
هذه الصفحة تعرض قائمة زملاء الجمعية الملكية المُنتخبين لعام 1967.

## الزملاء
- فرانتس زوندهايمر
- ريتشارد وليامز
- Norman Sheppard [الإنجليزية]‏
- ديفيد شيلتون فيليبس

## الأعضاء الأجانب
- جون إندرز
- جون فان فليك